# Golden Boy (prêmio)
O Golden Boy é uma premiação anual entregue pelo jornal italiano Tuttosport desde 2003, destinada ao melhor jogador com idade abaixo de 21 anos atuando na Europa.
É similar ao Trofeo Bravo, entregue pela Guerin Sportivo, porém o Golden Boy foi fundado mais recentemente. O primeiro vencedor do prêmio foi o holandês Rafael van der Vaart, na época com 20 anos de idade.

## Vencedores
| Ano  | Jogador          | Clube                          |
| ---- | ---------------- | ------------------------------ |
| 2003 | Van der Vaart    | Ajax                           |
| 2004 | Wayne Rooney     | Everton Manchester United      |
| 2005 | Lionel Messi     | Barcelona                      |
| 2006 | Cesc Fàbregas    | Arsenal                        |
| 2007 | Sergio Agüero    | Atlético de Madrid             |
| 2008 | Anderson         | Manchester United              |
| 2009 | Alexandre Pato   | Milan                          |
| 2010 | Mario Balotelli  | Internazionale Manchester City |
| 2011 | Mario Götze      | Borussia Dortmund              |
| 2012 | Isco             | Málaga                         |
| 2013 | Paul Pogba       | Juventus                       |
| 2014 | Raheem Sterling  | Liverpool                      |
| 2015 | Anthony Martial  | Monaco Manchester United       |
| 2016 | Renato Sanches   | Benfica Bayern de Munique      |
| 2017 | Kylian Mbappé    | Monaco Paris Saint-Germain     |
| 2018 | Matthijs de Ligt | Ajax                           |
| 2019 | João Félix       | Benfica Atlético de Madrid     |
| 2020 | Erling Haaland   | Borussia Dortmund              |
| 2021 | Pedri            | Barcelona                      |
| 2022 | Gavi             | Barcelona                      |
| 2023 | Jude Bellingham  | Borussia Dortmund Real Madrid  |
| 2024 | Lamine Yamal     | Barcelona                      |

## Jogadores por país
| Prêmios | País          |
| ------- | ------------- |
| 4       | Espanha       |
| 3       | França        |
| 3       | Inglaterra    |
| 2       | Brasil        |
| 2       | Argentina     |
| 2       | Países Baixos |
| 2       | Portugal      |
| 1       | Alemanha      |
| 1       | Itália        |
| 1       | Noruega       |

## Clubes por países
| Prêmios | País          |
| ------- | ------------- |
| 5       | Inglaterra    |
| 5       | Espanha       |
| 3       | Alemanha      |
| 3       | Itália        |
| 2       | França        |
| 1       | Países Baixos |
| 1       | Portugal      |

## Por clubes
| Prêmios | Clube               |
| ------- | ------------------- |
| 4       | Barcelona           |
| 3       | Manchester United   |
| 3       | Borussia Dortmund   |
| 2       | Ajax                |
| 2       | Atlético de Madrid  |
| 2       | Benfica             |
| 2       | Monaco              |
| 1       | Arsenal             |
| 1       | Bayern de Munique   |
| 1       | Everton             |
| 1       | Internazionale      |
| 1       | Juventus            |
| 1       | Liverpool           |
| 1       | Málaga              |
| 1       | Manchester City     |
| 1       | Milan               |
| 1       | Paris Saint-Germain |
| 1       | Real Madrid         |